# Traité de Romans

Carte du Dauphiné en France

Le traité de Romans est un traité signé à Romans-sur-Isère (Drôme) le 30 mars 1349 entre le dauphin de Viennois, Humbert II, et le roi de France, Philippe VI. Le Dauphin, sans descendance, vend sa principauté du Dauphiné de Viennois, dont le chef lieu était depuis 1282 Grenoble, au royaume de France, qui faisait alors un grand bond territorial à l'est du Rhône en achetant une principauté au Saint-Empire romain germanique.
Le traité prévoit également que le Dauphiné serait le fief du fils aîné du roi de France et, qu'à ce titre, le fils aîné du roi de France portera désormais le titre de Dauphin. Il est également prévu que le Dauphiné bénéficiera d’un statut fiscal particulier, le statut delphinal.
Ce traité conclut six années de négociations concernant cet achat entre Philippe VI et Humbert II.